# Palaeochrysophanus stieberioides
Palaeochrysophanus stieberioides är en fjärilsart som beskrevs av Ebert 1926. Palaeochrysophanus stieberioides ingår i släktet Palaeochrysophanus och familjen juvelvingar. Inga underarter finns listade i Catalogue of Life.